# 地理情報システム

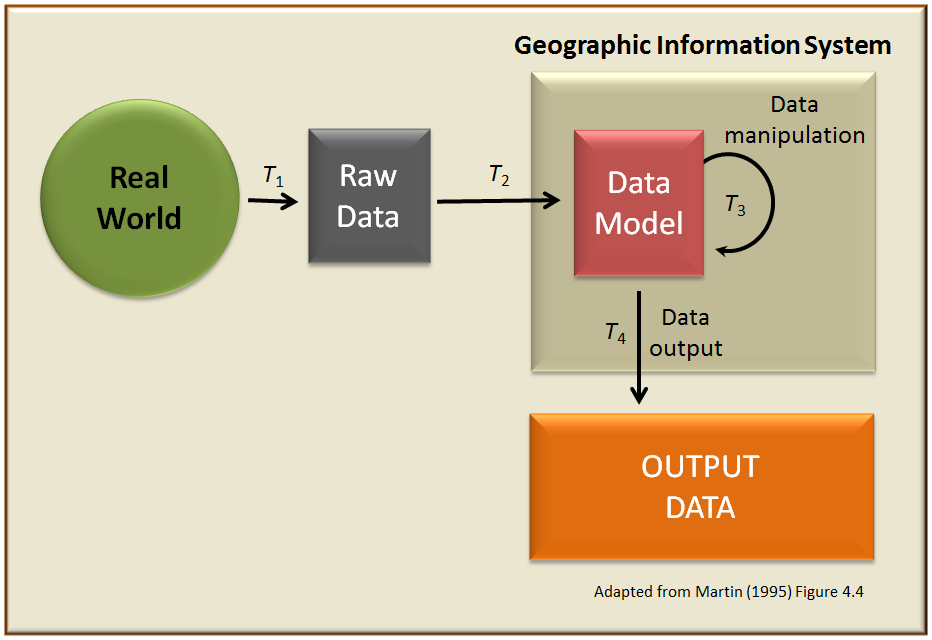
基礎的なGISコンポーネント

地理情報システム（ちりじょうほうシステム、英語：geographic information system（s）、略称：GIS）とは、地理情報および付加情報をコンピュータ上で作成・保存・利用・管理・表示・検索するシステムを言う。
人工衛星、現地踏査などから得られたデータを、空間、時間の面から分析・編集することができ、科学的調査、土地、施設や道路などの地理情報の管理、都市計画などに利用される。
コンピュータの発展にともなって膨大なデータの扱いが容易になり、リアルタイムでデータを編集（リアルタイム・マッピング）したり、シミュレーションを行ったり、時系列のデータを表現するなど、従来の紙面上の地図では実現不可能であった高度な利用が可能になってきている。

## 歴史
1967年、世界で初めて動作可能な地理情報システムが、カナダのオンタリオ州オタワで開発された。ロジャー・トムリンソンに開発されたシステムは、カナディアンGIS（CGIS） と命名され、Canada Land Inventory が収集するデータの保存・分析に用いられた。分析用に分類機能も追加されていた。このように現在のGISと遜色のない機能を備えていたが、政府機関向けのものであり、開発当時のハードソフトウェア技術の限界に近いもので、完成が遅れ、また権利関係のトラブルも発生し、普及しなかった。
マイクロコンピュータの発達により、ESRI、MapInfo、CARISなどがCGISの機能を取り込んだ地理情報システムを開発する。これは空間情報と属性情報を分離し、属性情報をデータベースの形式で管理する形態である。1980年代頃からUNIXワークステーションやパーソナルコンピュータで開発されている。20世紀末頃になると、それまで多種多様であったシステムやデータ、データ変換方式の標準化が進み、インターネット上に配信されるようになる。

### 日本
日本では昭和50年代（1970年代）から、大学の人文地理などで研究開発が始まっている。しかし、文系の研究者で年齢が高い者にはパソコンなどに詳しい者が少なく、ソフトは海外の物が主流で、言語の壁だけでなく、大変高価であったため、当初普及はしなかった。
現在は、カーナビやガーミンなどのハンディGPS、ハザードマップ、スマートフォンでも表示出来るWebGIS・WMSなどが一般社会に普及し、GISはより身近な存在になりつつある。「GIS」を知らずとも、多くの人はGISに触れたり、何らかのGISの恩恵を受けている。

## データ

### データ形式
地理情報システムで使われるデータは多岐に渡っている。大きく分類すると、地図や空中写真、衛星画像などの図形情報、地物に関連する属性情報、使用している測地系や投影法、縮尺、精度などのメタ情報などに大別される。一般的に、描画方式上のデータ形式としてラスターデータとベクターデータに大別されるが、オブジェクト指向GISではこうした区別はなく、従来のラスタデータは関数によって表現される被覆（ISO 19123）として扱われる。

#### ラスターデータ
ラスターデータは、空間を一定間隔の格子点に分割して各格子点に値を与えることによって表現する、ラスタ形式のデータである。主に、空中写真や衛星画像などのリモートセンシング技術による写真やセンサーで受け、デジタル化された画像である。また、それらをもとに作られた土地被覆分類図や植生分布図、メッシュ気象データなどもラスターデータである。紙で表現されていた既存の各種地図をイメージスキャナでスキャニングした画像もラスターデータである。地形を格子点の標高として表現する、数値地形モデル（digital elevation model; DEM） も、多くの場合、ラスターデータである。これらのデータは、地理情報標準では被覆として扱われている。
空中写真の場合は、空中三角測量法に基づいて位置を定める（幾何補正）。
また、衛星画像も空中写真も、地形による歪みを含むため、地形データに基づいてこれを補正する（オルソ補正）。このように処理された画像はオルソ画像とも呼ばれる。

#### ベクターデータ
ベクターデータは、ポイント (点)、ライン (線)、ポリゴン (面)の3要素で表現したベクター形式のデータである。測量や地図のトレース、CADデータなどからの変換によって得られる。
日本では、地理情報標準プロファイル（JPGIS） がISO/TC 211で策定されたISO 19100シリーズを元に作成されており、一部はJIS X 7100シリーズとして発行されている。
メッシュデータとは、地図を等分に区画したデータである。日本の場合、「標準地域メッシュ・システム（昭48.7.12 行政管理庁告示第143号「統計に用いる標準地域メッシュ及び標準地域メッシュコード）」に基づく、経度差1度、緯度差40分で区画されたものを第1次地域区画と呼ぶ。第2次地域区画は第1次地域区画を縦横8等分、第3次地域区画は第2次地域区画を縦横10等分したものである。
地形を3次元的に表現するためのTINデータ形式がある。これは、三角面を組み合わせて地形を表現する形式であり、ベクタ形式の数値地形モデルとみなしてよい。
シェープファイル（Shapefile）とは、ポイント、ライン、ポリゴンの3要素からなるベクターデータに、各種の属性データ（性質・特徴・数値など）を加えたもので、広く用いられており、GIS業界の代表的な標準フォーマットとなっている。

### 測地系
測地系とは、地球の形状と、それに付随する3次元座標系を定めるものである。
日本ではこれまで主に日本測地系が使われてきたが、平成14年（2002年）4月1日、「測量法及び水路業務法の一部を改正する法律」（平成13年法律第53号）の施行により、世界測地系に基づく日本測地系2000（Japanese Geodetic Datum 2000, JGD2000）へ移行しつつある。無料GISソフトのQGIS、WebGISのGoogle Mapsなどでは、WGS84が良く使われている。

### クリアリングハウス
地理情報システム（GIS） の分野では、インターネットなどの通信ネットワークを活用した地理的情報の流通機構全体を指す。
日本では、提供可能なデータを所有している先行省庁によるクリアリングハウスの構築及び運用を行うこととされているため、国土地理院などが地理情報クリアリングハウス、ノードサーバの構築、メタデータの整備などの技術支援を関係省庁に行っている。

## 主な機能
GISの主な機能を概略すると、地図の表示機能、図形の作成・編集機能、属性の作成・編集機能、検索機能、空間解析機能、主題図作成機能、印刷機能などがある。
また、近年では統合型GISの実現のため、ネットワーク機能やあらゆるデータ形式を表示する機能が求められる。

### 地図の表示
GISの最も基本的な機能は地図を表示することである。現在のシステムではさらに、縮尺の指定、地図の移動や回転、地図の重ね合わせ、色の変更、線の太さの変更などの高度な機能も兼ね備えている。
GISの縮尺は、一般的に、他のシステムの図形表示よりも縮尺の幅が広い。対応している縮尺はシステムによって異なるが、通常の地図の縮尺よりも広範囲にとることもできる。縮尺の正確性についてはモニタの解像度を設定（一部のソフトは未対応）することにより解決する。
地図の重ね合わせは紙の地図では時間がかかった処理を大幅に短縮することが可能になった。この機能により、様々な空間情報の相関関係が目に見えるようになった。また、重ね合わせるだけではなく横などに並べて表示するシステムもある。

### 図形の作成・編集機能
一般的な図形作成プログラムと同様に、様々なベクターデータをマウスやキーボードを用いて描いたり、ラスターデータを取り込んだりすることができる。
GISに特徴的なデータとして、シンボルとラインシンボルがある。これは、地図記号などを表現するために用いられる。シンボルは点であるが、ラインシンボルは線路など線の地図記号に使われる。

### 属性の作成・編集機能
ひとつの図形はひとつ、または複数の属性データに関連付けられることがある。現在の大規模なGISでは、属性データは関係データベースで管理されることが多い。

### 検索機能
住所や属性情報から地図上の位置を特定する。

### 空間解析機能
バッファ機能と呼ばれる、指定した距離や属性から範囲や領域を検索したり、ネットワーク解析とよばれる、道路やパイプラインなどのネットワーク構造の空間データから最短探索や隣接解析を行う機能がある。
- 面復元
- 最短経路探索
- 巡回セールスマン問題
- ボロノイ図作成

### 主題図作成機能
特定の目的を持って作られた地図のことを主題図という。 例えば、土地の利用状況を知りたいときに、土地を地目別に色塗り表示した地図。

### 印刷およびコピー機能
- 印刷
- 範囲指定印刷
- 縮尺指定印刷
- クリップボードへのコピー

## GISの応用
GISは研究や軍事利用から始まったが、現在では民間企業や政府、教育などで広く使われている。
日本においては、1980年代後半から1990年代初頭において、まず、計量地理学からのアプローチがあり、その機能の研究や統計パッケージと一体とした主題図の作成ツールとしての利用がなされてきた。現在では、システムやソフトウェアの開発を得意とする情報工学からのアプローチと固定資産税システム評価と都市計画へのGISの利用方法を探る建築学、土木工学、都市工学からのアプローチが主流となっている。阪神淡路大震災以降、にわかに災害を対象とした調査研究がGISによって行われてきたが、その後、その機能面からの評価が高まるにつれ、特に政府、自治体からの利用の試みが増えてきているほか、法人のエリアマーケティング分析など営業支援ツールとしての利用など民間分野においても活用の期待が高まっている。

## GISの未来

### OGC 標準と日本の標準
世界標準を推し進める団体として、Open Geospatial Consortium（OGC） がある。
日本では、国土地理院が中心となって、地理情報標準（JSGI） を、ISO/TC 211で策定された国際標準（ISO 19100シリーズ）を基に作成しており、
一部はJIS X 7100シリーズとして発行されている。

### 時間次元の導入
時間次元を導入することにより、数日、数ヶ月、数年間などにわたる変化を分析することが可能になる。

## 日本における状況

### 政策
1995年の阪神・淡路大震災を契機として、関係省庁の密接な連携の下にGISの効率的な整備及びその相互利用を促進するため、同年9月、内閣に省庁局長クラスの「地理情報システム（GIS）関係省庁連絡会議」を設置。
翌1996年12月には「国土空間データ基盤の整備及びGISの普及に関する長期計画」を発表。国土空間データ基盤の整備、地理情報の規格化・標準化、行政サービスの電子化に乗り出し、政府によるGIS率先使用を推進し始めた。
2002年に小泉内閣の下で作成された e-Japan重点計画 - 2002では、地理情報システムの推進が盛り込まれた。同年、「GISアクションプログラム2002－2005」を発表。この計画に基づき、空間データの交換方法等の標準を定めた地理情報標準やG-XML（インターネット上で地理空間情報をやりとりするためのプロトコル）の制定、全国を一律の規格で網羅した数値地図25000、都市計画区域を対象とする数値地図2500 の整備、政府の地理情報の提供に際しての配慮事項に関するガイドラインの作成、電子地図の取扱いを可能とする不動産登記法の改正、45 万枚余のデジタル空中写真のインターネット提供、地方公共団体の統合型GISに関する地方交付税措置制度の拡充、関係府省における21 件のウェブGISサイトの開設等が実現された。また同年、GISと衛星測位を連携させて総合的に推進するため、GIS関係省庁連絡会議を発展的に改組し、「測位・地理情報システム等推進会議」を設置した。
2007年には、2006年度から概ね5ヶ年の政府のGISに関する計画として「GISアクションプログラム2010」を決定した。
国土地理院では、数値地図の電子化などの推進、地理情報クリアリングハウス（検索システム：http://zgate.gsi.go.jp/ ）、GISを推進するための情報やサンプルアプリケーションをウェブサイトで公開する「電子国土ポータル（https://web.archive.org/web/20060719054203/http://cyberjapan.jp/） 」などを運営している。またデータの実利用における標準規格としてJPGISを策定し、これは「GISアクションプログラム2010」においても原則として準拠するものとされている。さらに国土地理院では、電子政府の一端である電子申請を促進するため、「国土交通省の所管する法令に係る行政手続等における情報通信の技術の利用に関する法律施行規則」（平成15年国土交通省令第25号）第3条第5項第4号に基づき、申請に地図の添付を必要とする手続について、申請者・受理者両者が背景の地図を用意することなく、申請すべき上乗せ情報だけを電子的にやり取りすることで可能とする地理情報システム「電子申請用添付地図作成支援・確認サービス」（http://tenpuchizu.gsi.go.jp/） を2004年3月31日から運用している。
また、2007年度から、地理空間情報活用推進基本法の成立を受け、GISにおける共通白地図として誰もが利活用可能な基盤地図情報の整備が始まり、整備の終わったものから順次国土地理院のウェブサイト（https://www.gsi.go.jp/kiban/） を通じて供覧及びデータ提供がされている。

### 統合型GIS

#### 概要
統合型GISとは、地方公共団体が利用する地図データのうち、複数の部局が利用するデータ（道路、街区、建物、河川、課税データなど）を各部局が共有できる形で整備し、利用していく庁内横断的なシステムである。統合型GISを導入することにより、データの重複整備を防ぎ、各部署の情報交換を迅速にし、行政の効率化と住民サービスの向上、費用対効果を図ることができる。
統合型GISでは、地図データを共有するため、地図データさえ読み込めれば、GISエンジンは全ての部署で同じエンジンを使う必要はない。なぜなら、地図データがシェープファイルなど業界標準のフォーマットで保存されていれば、標準的なGISエンジンであれば簡単にデータを読み込むことができるからである。
最近、マイクロソフトがこの分野に進出することを発表している。

#### 自治体における活用状況
自治体における統合型GISの導入状況は、以下の通りである（平成19年4月1日現在）。

##### 都道府県
- 17団体（全団体の36.2%）が導入済みであり、既に整備に着手している団体は5団体である。
- 統合型GISを利用する業務の中では農林政業務が最も多い。
- 個別型のGISも含めたGISの整備方法として、周辺団体との共同整備や共同利用を行っている団体は10団体。
- 部局を超えた政策判断に活用している団体は18団体。
- ホームページで住民にGISを用いて地理情報を公開している団体は26団体。

##### 市町村
- 367団体（全団体の20.1%）が導入済みであり、整備に着手している団体は119団体である。
- 統合型GISを利用する業務の中では固定資産税、道路、都市計画、下水道等の業務が多い。
- 105団体がASPサービスを利用してGISを整備している。
- 個別型のGISも含めたGISの整備方法として、周辺団体との共同整備や共同利用を行っている団体は97団体。
- 部局を超えた政策判断に活用している団体は341団体。
- ホームページで住民にGISを用いて地理情報を公開している団体は163団体。

## 主なGISアプリケーション

### 無料（フリー）
- QGIS：様々なプラットホームに対応している無料のGISソフト。機能拡張も可能である。
- GRASS GIS
- カシミール3D：登山者向けなどに開発されたものだが、GISの機能を備えている。本体は無料で使え、地図データが付いたDVD付き参考書もある。
- Google Earth：kmlデータのやりとりが可能。QGISから3D表示が可能。
- MANDARA

### 有料
- ArcGIS：業界の先駆けのソフト
- MapInfo
- SIS
- TNTmips
- SuperMap GIS

### 比較・一覧
- GISアプリケーションの一覧（英語版）
- GISアプリケーションの比較表（英語版）